# Eletica waterhousei
Eletica waterhousei es una especie de coleóptero de la familia Meloidae.

## Distribución geográfica
Habita en Sierra Leona.